# Vespericola karakorum
Vespericola karakorum är en snäckart som beskrevs av Talmadge 1962. Vespericola karakorum ingår i släktet Vespericola och familjen Polygyridae. Inga underarter finns listade i Catalogue of Life.